# 林佑樹
林 佑樹（はやし ゆうき）は、日本の漫画家。福島県出身、宮城県育ち。

## 来歴
福島県生まれの宮城県育ち。2004年、第35回MANGAグランプリにて『俺たちの詩』が奨励賞受賞。2005年、ヤングジャンプ増刊『漫革』Vol.43に掲載の『マシンガン少女』でデビュー。数度の読切掲載の後、弓道を題材とした漫画、『カイチュー!』を『週刊ヤングジャンプ』2009年51号より連載開始、『Web YOUNG JUMP』に移行後、2012年8月2日配信の第124話で連載終了。

## 作品

### 連載
- カイチュー!（『週刊ヤングジャンプ』2009年51号 - 2010年20号、『Web YOUNG JUMP』2010年4月22日 - 2012年8月2日）

### 読切
- マシンガン少女（『ヤングジャンプ増刊 漫革』2005年Vol.43） - デビュー作。第38回MANGAグランプリ佳作。
- HINOKIO（『週刊ヤングジャンプ』2005年32号、33号、原案：秋山貴彦）
- カイチュー!（『ヤングジャンプ増刊 漫太郎』、2006年）
- カイチュー!（『週刊ヤングジャンプ』2006年34号）
- 真夜中は女ねずみ（『週刊ヤングジャンプ』2008年44号）
- カイチュー!（『週刊ヤングジャンプ』2012年12号） - 特別読切
- シスター・ストレンジラブ（『ミラクルジャンプ』2012年No.11）

## アシスタント
- 寅ヤス[1]